# ۲۶ آذر
۲۶ آذر دویست وهفتاد و دومین روز از سال در گاه شماری خورشیدی است. به پایان سال ۹۳ روز (۹۴ روز در سال کبیسه) باقی‌است.

## رویدادها
- ۱۳۵۰ - استقلال بنگلادش
- ۱۳۷۵ - رقابت ۲۶ آذر ۱۳۷۵ تیم ملی فوتبال ایران با تیم ملی فوتبال کره جنوبی در جام ملت‌های آسیا ۱۹۹۶

## زادروزها
- ۱۳۴۳ - شهرام لاسمی، بازیگر
- ۱۳۷۵ - کامران قاسم‌پور، کشتی‌گیر آزادکار تیم ملی ایران
- ۱۳۸۳ - یکتا جمالی، وزنه بردار

## درگذشت‌ها
- ۱۳۸۵ - فرخ غفاری، سینماشناس، مورّخ، ناقد، کارگردان، پایه‌گذارِ کانونِ فیلم و فیلم‌خانهٔ ملّیِ ایران[۱] و از پیشگامان سینمای مدرن ایران
- ۱۴۰۲ - رضا صفایی‌پور، بازیگر

## مناسبت‌ها
- ایران - روز حمل و نقل.[۲]